# Junta Española de Liberación
La Junta Española de Liberación (JEL) fue una organización unitaria creada por parte del exilio republicano español, casi cinco años después de terminada la Guerra Civil. Representó «la primera alianza relativamente amplia de las fuerzas republicanas en el exilio» y actuó ante los aliados de la Segunda Guerra Mundial como si fuera un gobierno provisional de la Segunda República Española. Se fundó en México en noviembre de 1943, y formaron parte de ella el sector «prietista» del Partido Socialista Obrero Español, la Acción Republicana Española —que integraba a la mayoría de los políticos más destacados de Unión Republicana, Izquierda Republicana y el Partido Republicano Federal—, Esquerra Republicana de Catalunya y Acción Republicana de Cataluña. Desapareció el 31 de agosto de 1945.

## Historia
El 29 de septiembre de 1943 un grupo de profesores universitarios republicanos exiliados, entre los que se encontraban destacados políticos de diversas tendencias como Fernando de los Ríos, José Giral, Mariano Ruiz Funes, Cándido Bolívar, Pere Bosch Gimpera o Joaquín Xirau— firmaron la llamada «Declaración de la Habana» en la que hacían un llamamiento a favor de la unidad de todas las fuerzas políticas antifranquistas del exilio.
Diego Martínez Barrio, presidente de Unión Republicana y de la ARE, tomó la iniciativa y por medio de Josep Andreu Abelló le hizo llegar a los socialistas de Indalecio Prieto la propuesta de formar una junta que integrase a todas las personalidades de la oposición republicana. Los socialistas aceptaron y el 11 de noviembre se reunieron en el domicilio de Abelló en México D.F. Prieto y Albar, por los socialistas; Martínez Barrio y Gordón Ordás, por Unión Republicana; Carlos Esplá y Pedro Vargas Guerendiain, por Izquierda Republicana; Andreu Abelló, por Esquerra Republicana de Catalunya y Pere Bosch Gimpera, por Acció Catalana Republicana; y Telesforo Monzón y Julio de Jáuregui, por el PNV. Los debates se centraron en las propuestas contradictorias de Martínez Barrio y de Prieto, pues mientras el primero defendía que el objetivo de la junta debía ser el restablecimiento de la República, el segundo abogaba por la celebración de un referéndum que decidiera la forma de gobierno y atraerse así a los monárquicos que no apoyaban la Dictadura de Francisco Franco. Finalmente se llegó a una posición intermedia entre las dos alternativas, lo que permitió el nacimiento de la Junta Española de Liberación (JEL) proclamada el 20 de noviembre y presidida por Martínez Barrio.
En la declaración que se hizo pública se decía que se había alcanzado «un pacto de unidad para restaurar la República española, derrocando la tiranía falangista… y cerrando el paso a la Monarquía, cuyo restablecimiento se pretende mediante presiones diplomáticas del exterior», lo que parecía respaldar la posición de Martínez Barrio. Pero a continuación se decía que tras el restablecimiento de la República se podría abrir «un período constituyente» durante el cual los grupos políticos firmantes de la declaración «quedarían en libertad para defender legalmente sus aspiraciones respectivas», lo que abría las puertas al referéndum que propugnaba Indalecio Prieto.
Por otro lado los dos delegados del PNV se retiraron de las conversaciones porque se no reconoció el derecho de autodeterminación de Euskadi, y pocas semanas después, el 14 de diciembre, se hacía pública una declaración de oposición a la JEL firmada por el PNV, Acción Nacionalista Vasca, la federación regional de la CNT y el comité socialista de Euskadi, autodenominado Partido Socialista de Euskadi, en el que se reafirmaba ese derecho.
El hecho de que la JEL no aglutinaba a todas las fuerzas antifranquistas fue criticado por un grupo de destacados políticos e intelectuales republicanos que no pertenecían a la ARE en un manifiesto publicado pocos días después de su proclamación. Lo firmaban Mariano Ruiz Funes y José Giral, de Izquierda Republicana; el catalanista Josep Carner y por el hermano del cuñado de Manuel Azaña Manuel Rivas Cheriff. Sin embargo, la JEL no lograría el objetivo de convertirse en la alianza de toda la oposición al régimen franquista, entre otras razones, porque sus principales figuras, Martínez Barrio e Indalecio Prieto perseguían objetivos contrapuestos, además de que diversos políticos recelaban del liderazgo que ambos habían asumido. Por otro lado, la formación de la JEL provocó la revitalización de la Unión Democrática Española promovida por el PCE que el 25 de noviembre hizo público un manifiesto titulado «Contra el pacto divisionista», que iba firmado por los socialistas «negrinistas» Ramón Lamoneda, Ramón González Peña y José Rodríguez Vega; por el comunista del PSUC Joan Comorera y por los republicanos Luis Fernández Clérigo, Antonio Velao, Juan Perea Capulino y Luis Cordero Bell.
Presidida primero por Diego Martínez Barrio y luego por Félix Gordón Ordás, siendo Indalecio Prieto su Secretario General, la JEL trató de contrarrestar a la Unión Nacional Española, dirigida por el Partido Comunista de España y encabezada por Juan Negrín. Su mayor logro fue conseguir que la Carta de las Naciones Unidas elaborada en San Francisco incluyese una enmienda que impedía el acceso a los organismos internacionales a los estados y regímenes constituidos por el apoyo de las potencias nazi-fascistas.